# Đảo Melville (Úc)
Đảo Melville trong tiếng Tiwi là Yermalner là một đảo nằm phía đông biển Timor, ngoài khơi của Lãnh thổ Bắc Úc, Úc. Nó nằm về phía tây bán đảo Cobourg ở Arnhem Land và phía bắc của Darwin, với khí hậu nhiệt đới.
Thị trấn lớn nhất trên đảo là Milikapiti với số dân là 559. Thị trấn lớn thứ nhì là Pirlangimpi (Pularumpi, trước đây là Garden Point), với số dân là 440, cách Milipakpiti 27 km về phía tây, ở trên bờ biển phía tây đảo Melville.
Với diện tích 5.786 kilômét vuông (2.234 dặm vuông Anh), đảo này chỉ cách danh sách 100 đảo lớn nhất trên thế giới một vài thứ hạng, nhưng đây là đảo có diện tích lớn thứ hai Úc, sau đảo Tasmania (và ngoại trừ đảo chính. Về phía nam chỉ 55 mét (180 ft) là đảo Irrititu với diện tích 1,60 kilômét vuông (0,62 dặm vuông Anh).
Đảo Melville cùng với Đảo Bathurst tạo thành quần đảo Tiwi.